# ورزشگاه فیلبرت استریت
ورزشگاه فیلبرت استریت (انگلیسی: Filbert Street) یک ورزشگاه فوتبال در لستر، انگلستان بوده است.
این ورزشگاه که در سال ۱۸۹۱ میلادی تأسیس شده بود در سال ۲۰۰۲ تعطیل و در سال ۲۰۰۳ تخریب شده است، فیلبرت استریت از سال ۱۸۹۱ تا ۲۰۰۲ ورزشگاه خانگی باشگاه فوتبال لستر سیتی بوده است.